# Acerquémonos a Jehová
Acerquémonos a Jehová,  es un libro publicado en 2002 utilizado para estudios bíblicos editado por los Testigos de Jehová  y publicado por la Watchtower Bible and Tract Society of Pennsylvania. La publicación es utilizada habitualmente como ayuda para el ejercicio diario de la lectura de la Biblia por parte de estudiantes, publicadores y miembros en ejercicio. Las citas de este libro en su mayoría están tomadas de la Biblia y asimismo, de fragmentos basados en el libro Perspicacia para comprender las escrituras. 
La publicación es difundida en más de cien idiomas a través de las plataformas presenciales y digitales de los Testigos de Jehová.

## Contenido
El libro - de 322 páginas en total- contiene 30 capítulos que abordan materias espirituales y materias sobre el ejercicio del ministerio. Otras materias abordadas en la publicación abordan temas de carácter cotidiano, así como también la escatología señalada en las escrituras hebreas.[cita requerida]

### Sitios oficiales de los Testigos de Jehová
- Sitio oficial de los Testigos de Jehová
- Acerquémonos a Jehová
- Acerquémonos a Jehová en formato pdf

- Datos: Q123300136